# FUJIWARAのありがたいと思えッ!
『FUJIWARAのありがたいと思えッ!!』（フジワラのありがたいとおもえっ）は、2009年4月4日から2010年9月25日までテレビ東京系で、毎週土曜深夜26:10〜26:40（バラエティ7土曜第3部）に放送されていたバラエティ番組である。通称「スーパーハイブリッドエコロジカルエンタメ情報番組」。

## 概要
苦節20年のお笑いコンビFUJIWARAによる、トークバラエティ番組。FUJIWARAが出演する番組としては、『大阪フジワラリゾート』（テレビ大阪）以来の冠番組であり、なおかつ関東初のレギュラー番組にして在京キー局初の冠番組でもある。
構成はオープニングトーク、ゲストとトーク、コーナー、エンドトーク、さらに毎週音楽のPVが2〜3曲ほど流れるという一見するとラジオ番組感覚の内容である。また、オープニングトークではそれぞれのプライベートでの出来事、他番組の裏話的な話題がよく上がる。
エコロジー情報番組を自称しており、カメラは固定で1台のみ、マイクはガンマイク1本、テロップは場面の切り替えのみである（開始数回は開始時のタイトルもテロップであったが現在紙に書いたものになっている）。そのため、それ以外のテロップは紙（スケッチブック）に書かれたもの（印刷されていたものだったが第三回からは、全て手書きになる）をカメラに映して紹介する。
二人の衣装は色違いのお揃い。季節の変わり目に本人たちが袖の長さを気にすると変更され現在は4代目。
また、川嶋あいによってその場で製作されたジングルがある（藤本・原西・川嶋の順で一人ずつ「FUJIWARAの」を連呼した後、全員で「ありがたいと思え～」と歌う）。最初藤本は「シングルが良い!」とごねたが、原西に「10分どころか、3ヶ月かかるわ!」と制止された。このジングルは使われておらず、再び川嶋がゲスト出演したときにも特に触れられていない。
前番組（本番で〜す!）は4:3の標準画質放送であったが、この番組からハイビジョン制作となっている（2010年6月まではアナログはサイドカットで放送）。
2010年3月20日と4月3日分は、ヨシモト∞ホールで公開収録（有料）されたトークライブを放送。
カメラやマイクも通常のバラエティ並みの設備でテロップ編集も施されていた。
（3月20日は105分の拡大版。）
2010年9月25日を以って番組は終了。また、同時にバラエティ7土曜第1部の『音楽ば〜か』並びに土曜第2部の『アリケン』も終了した。

## コーナー

### ひきちぎりゴリラ
原西の怪力を使って、色々なものを引きちぎる。基本は全て不用品であり、視聴者やタレントから送られた物もある。
11月28日分には、前週にゲスト出演していた宮迫博之が参加して「引きちぎりゴリラブラザーズ」になった。
その他、カバンに物を詰め込む「ぎゅうぎゅうゴリラ」など派生企画もある。
野口五郎がゲストとして来たときは野口と一緒に野口の私物を引きちぎった。

### フジモン算数
「○○＋○○=どうなるのか」という実験コーナー。藤本が検証を行い結果を出す。

### 当てるな!20分の1
藤本私物のKYORAKUの20回に1回音の鳴る、携帯ストラップを1〜3回押し、FUJIWARAどちらかが鳴らしたら、告知ができる。

### 新グッズこれなーに?
2人が提示されたグッズの用途を当てる。

### ザ・万力
互いの私物を万力にかけ、トランプの赤か黒を当て、外れた場合は、万力を半回転させ壊れたら負け。

### 10秒チャレンジ
藤本が10秒以内に黒ひげ危機一髪の人形飛ばしや、着せ替え人形の早脱がしにチャレンジする。

### パピプペ星人現る！
ぱ行しか言えない星人（藤本）との伝言トーク。

## ゲスト
ゲストは、番組前にFUJIWARAの絵を描くことになっており、その絵はバックに貼られる。
トークの後にゲストに因んだコーナーが行われる。（トークのみの場合もある。）
2009年
- 品川祐（品川庄司）（4月4日）
- 千原せいじ（千原兄弟）（4月11日）
- ピンポン7（世界卓球PRのために組まれた女子アナユニット）（4月18日）
- 木村祐一、板倉俊之（インパルス）（4月26日）
- 山田花子（5月9日）
- ジュンジュン、道重さゆみ（モーニング娘。）（5月16日）
- なだぎ武（ザ・プラン9）（5月23日）
- 堤下敦（インパルス）（5月30日）
- 川嶋あい（6月6日）
- 嗣永桃子、徳永千奈美（Berryz工房）（6月13日）
- 近藤春菜（ハリセンボン）（6月20日）
- 中川家、TKO（6月28日）
- TKO、地デジカ、蛍原徹（雨上がり決死隊）（7月4日）
- 板東英二（7月11日）
- 庄司智春（品川庄司）（7月18日）
- 相澤仁美、手島優（7月25日）
- フットボールアワー（8月1日）
- 伊藤一朗／ジュンジュン、道重さゆみ、亀井絵里［モーニング娘。］（8月8日）
- ジュンジュン、道重さゆみ、亀井絵里［モーニング娘。］／ナイツ（8月15日）
- ゴリ（ガレッジセール）、ティンクティンク（8月22日）
- RAGFAIR（8月29日）
- ほっしゃん。（9月5日）
- オードリー（9月12日）
- エハラマサヒロ、前田健（9月19日）
- バッファロー吾郎（9月26日）
- ロッチ、新堂冬樹（10月3日）
- NON STYLE、板東英二（10月17日）
- アンジャッシュ、AAA（10月24日）
- ブラックマヨネーズ（10月31日）
- 博多華丸・大吉（11月7日）
- 東京03（11月14日）
- 宮迫博之（雨上がり決死隊）（11月21日）
- ロバート（11月28日）
- 泰葉、響（12月5日）
- Buono!（12月12日）
- 里田まい（12月19日）
- 我が家、小島よしお、バカリズム（12月26日）

2010年
- ペナルティ（1月9日）
- 田村淳（ロンドンブーツ1号2号）（1月16日）
- 中野腐女子シスターズ、スザンヌ（1月23日）
- アグネス・チャン（1月30日）
- Rio、川ちゃん（ガレッジセール）（2月6日）
- 川田広樹[3]、パンクブーブー（2月13日）
- サンドウィッチマン、ハライチ（2月20日）
- 村上ショージ、出川哲朗（2月27日）
- 出川哲朗、陣内智則（3月6日）
- 安めぐみ、バブルガムブラザーズ（3月13日）
- TKO、スザンヌ、板東英二、世界のナベアツ、ペナルティ、COWCOW、アグネス・チャン、フルーツポンチ、U字工事、もう中学生、椿鬼奴、天津、ジュンジュン、道重さゆみ、少年少女、楽しんご、新堂冬樹、若地萌、エミリー、板尾創路、品川庄司、大山英雄、なだぎ武、バッファロー吾郎（3月20日）
- 藤井隆、友近、泰葉（4月3日）
- カンニング竹山、田中要次（4月10日）
- 小籔千豊（4月17日）
- ライセンス、やりすぎガール（4月24日）
- 小野真弓、Wコロン（5月1日）
- 田村亮、大島麻衣（5月8日）
- ハイキングウォーキング、もう中学生（5月15日）
- 西野亮廣（キングコング）、やりすぎガール（5月22日）
- ジャルジャル、山田親太朗（5月29日）
- 矢野・兵動、真野恵里菜（6月5日）
- マシンガンズ、川嶋あい、rhythmic（6月12日）
- 椿鬼奴、やりすぎガール（6月19日）
- 有吉弘行、ラバーガール、misono（7月3日）
- 梶原雄太（キングコング）、神戸蘭子（7月10日）
- バナナマン（7月17日）
- はんにゃ（7月24日）
- ハリセンボン、安田大サーカス（7月31日）
- 川島明（麒麟）、あべこうじ、やりすぎガール（8月7日）
- ふかわりょう、もう中学生、COSMETICS（8月14日）
- ナイツ、スマイレージ（8月21日）
- 島田秀平、大島麻衣、杉ありさ（8月28日）
- 野口五郎、やりすぎガール（9月4日）
- 野性爆弾、笑い飯（9月11日）
- 肥後克広、出川哲朗、ユージ（9月18日）
- 板東英二（9月26日）

## スタッフ
- 構成：無栖川無栖、今井太郎
- カメラ：船山和大
- 音声：山本賢
- 美術：佐藤研英
- EED：竹元周人
- MA：桜井伸二
- 番宣：岡仁（テレビ東京）
- デスク：鈴木夏枝（テレビ東京）
- AD：摺木由夏（NET WEB）
- ディレクター：大森千代美（NET WEB）
- 演出：相澤雄（NET WEB）
- ブレーン：江間浩司（NET WEB）
- プロデューサー：露木寛子・金子優（テレビ東京）、竹本夏絵・長井誠（よしもとクリエイティブ・エージェンシー）、山田剛寛
- 総合プロデューサー：伊藤隆行（テレビ東京）
- 技術協力：スウィッシュ・ジャパン、ザ・チューブ、三雅
- 制作協力：吉本興業、NET WEB
- 製作著作：テレビ東京

## 放送局・放送時間
| 放送対象地域   | 放送局         | 系列           | 放送開始日     | 放送曜日・時間    | 遅れ日数  |
| -------------- | -------------- | -------------- | -------------- | ----------------- | --------- |
| 関東広域圏     | テレビ東京     | テレビ東京系列 | 2009年4月4日   | 土曜26:10 - 26:40 | 制作局    |
| 福岡県         | TVQ九州放送    | テレビ東京系列 | 2009年4月11日  | 火曜24:53 - 25:23 | 17日遅れ  |
| 岡山県・香川県 | テレビせとうち | テレビ東京系列 | 2009年4月19日  | 日曜24:50 - 25:20 | 15日遅れ  |
| 北海道         | テレビ北海道   | テレビ東京系列 | 2009年10月13日 | 火曜25:00 - 25:30 | 101日遅れ |

## その他
- FUJIWARAは在京キー局初となるレギュラー番組を持つ。テレビ東京系列では、5年半前にテレビ大阪で放送された『大阪フジワラリゾート』以来となった（テレビ東京のみ非ネット）。
- 新聞のラテ欄には『藤原』、『フジワラ』と省略されることが多い。
- 余談だが、当番組の後番組である『板尾ロマン』の放送前の仮題は当番組のタイトルを若干改題しただけの「ふしだらと思え」であったが、当然ながら『板尾ロマン』にはFUJIWARAは出演していない。
- この番組はなぜかテレビ大阪では放送されていない。